# مترجم (مجموعه نمایش خانگی)
مترجم یک مجموعهٔ تلویزیونی ایرانی در ژانر درام معمایی به نویسندگی و کارگردانی بهرام توکلی و تهیه‌کنندگی سعید ملکان محصول ۱۴۰۱ است. پخش این مجموعه، ۲۸ دی ماه ۱۴۰۱ از پلتفرم نماوا آغاز شد. صابر ابر، مهتاب ثروتی، پانته‌آ پناهی‌ها و مهرانه مهین‌ترابی از بازیگران این سریال هستند.

## خلاصهٔ داستان
مترجمی جوان در شغلش مسیرهای تازه‌ای را کشف می‌کند که رفتن در این مسیرهای پر پیچ و خم باعث شده تا او به رازی خانوادگی پی ببرد که بر زندگی و آینده خود و خانواده‌اش سایه می‌اندازد. سایه‌ای که می‌تواند آرامش یک شهر را تهدید کند.

## بازیگران و شخصیت‌ها
| بازیگر           | نقش    | توضیحات          |
| ---------------- | ------ | ---------------- |
| صابر ابر         | مهندس  |                  |
| مهتاب ثروتی      | غزاله  | مترجم            |
| پانته‌آ پناهی‌ها   |        | همسر برادر غزاله |
| مهرانه مهین‌ترابی |        | مادر غزاله       |
| مجتبی پیرزاده    |        | شوهر پریسا       |
| مارال بنی‌آدم     | پریسا  | خواهر غزاله      |
| سولماز غنی       |        | خواهر مهرداد     |
| سینا شفیعی       | مهرداد |                  |
| محمدرضا مالکی    | حامد   |                  |
| شیدا خلیق        | مژگان  |                  |
| پادینا کیان      | ی      |                  |
| شیرین اسماعیلی   | فرزانه |                  |
| میلاد یزدانی     |        |                  |
| پردیس منوچهری    |        |                  |
| کتایون قوشچی     |        |                  |